# Eilema kosemponensis
Eilema kosemponensis là một loài bướm đêm thuộc phân họ Arctiinae, họ Erebidae.